# (2329) Ortro
(2329) Ortro es un asteroide perteneciente a los asteroides Apolo descubierto el 19 de noviembre de 1976 por Hans-Emil Schuster desde el Observatorio de La Silla, Chile.

## Designación y nombre
Ortro se designó inicialmente como 1976 WA.
Más adelante, en 1981, fue nombrado por Ortro, el perro de dos cabezas de la mitología griega.

## Características orbitales
Ortro orbita a una distancia media de 2,406 ua del Sol, pudiendo acercarse hasta 0,826 ua y alejarse hasta 3,986 ua. Tiene una excentricidad de 0,6567 y una inclinación orbital de 24,43 grados. Emplea en completar una órbita alrededor del Sol 1363 días.
Ortro es un asteroide cercano a la Tierra.

## Características físicas
La magnitud absoluta de Ortro es 14,5.